# Файф
Файф (англ. Fife, гэльск. Fìobh) — один из 32 округов Шотландии, является историческим графством Шотландии. Граничит с округами Клакманнаншир и Перт-энд-Кинросс, хотя также соединён мостами с Данди-Сити, Сити-оф-Эдинбург и Фолкерком. Файф является одним из шести местных органов власти, входящих в состав Эдинбурга и Юго-Восточной Шотландии.
Файф был разделен на три округа: Данфермлин, Керколди и северо-восточный Файф. С 1996 года функции районных советов осуществляет унитарный Совет Файф.
Файф — третий по численности населения район шотландского самоуправления. Его население составляет чуть менее 367 000 человек, более трети из которых проживают в трех городах — Данфермлине, Керколди и Гленротесе.
Исторический город Сент-Эндрюс расположен на северо-восточном побережье Файфа. Он известен благодаря Университету Сент-Эндрюс, одному из самых древних университетов в мире, и как родина гольфа.

## История
Файф, ограниченный на севере заливом Тэй, а на юге — заливом Форт, является полуостровом, политические границы которого мало изменились за прошедшие века. Самое раннее известное упоминание о королевстве Файф относится к 1678 году.
Горная крепость Клатчард-Крейг близ Ньюбурга использовалась как важный пиктский форпост между шестым и восьмым веками нашей эры.
Файф был важнейшим королевским и политическим центром со времен правления короля Малькольма III, когда лидеры Шотландии постепенно продвигались на юг от своих древних крепостей вокруг Скона. Малькольм имел свою резиденцию в Данфермлине, а его жена Маргарита являлась главной покровительницей Данфермлинского аббатства. Аббатство заменило Айону в качестве последнего пристанища королевской элиты Шотландии, Роберт I был похоронен там же.
Граф Файф до XV века считался главным Пэром Шотландского королевства, и за ним сохранялось право короновать монархов страны, что отражало престиж этого региона.

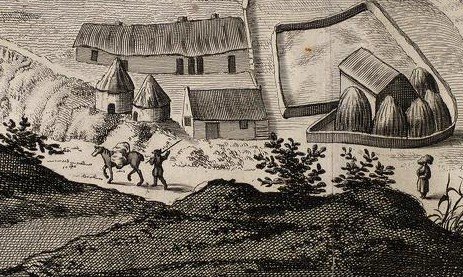
Шотландская низменная ферма. Деталь из проспекта Слезера в Данфермлине, 1693 год.

Постепенно в Фолкленде, который служил крепостью для клана Макдаффов, был построен новый королевский дворец, которым пользовались сменявшие друг друга монархи из дома Стюартов, предпочитавшие Файф своим богатым охотничьим угодьям.
Король Шотландии, Яков VI описывал Файф как «нищенскую мантию, окаймленную гоудом», которого окружало побережье и цепь маленьких портов с их процветающими рыболовецкими флотами и богатыми торговыми связями с другими странами. Здесь торговали шерстью, льном, углем и солью. Соляные кастрюли, нагретые местным углем, были характерной чертой побережья Файф в прошлом. Характерные красные глиняные черепицы на многих старых зданиях в Файфе заменили ранее соломенные крыши.
В 1598 году король Яков VI нанял группу из 11 человек из Файфа, которые стали известны как «искатели приключений Файфа», чтобы колонизировать остров Льюис в попытке начать «цивилизацию» и де-гэлизацию региона. Эта попытка продолжалась до 1609 года, когда колонисты, столкнувшись с противодействием местного населения, были выкуплены Кеннетом Маккензи, главой клана Маккензи.
Файф стал центром тяжелой промышленности в 19 веке. Уголь добывался здесь с XII века, но затем количество шахт увеличилось в десять раз, поскольку спрос на уголь вырос в викторианский период. Ранее сельские деревни, такие как Кауденбит, быстро превращались в города, поскольку тысячи людей переезжали в Файф, чтобы найти работу в его шахтах. Открытие железнодорожных мостов Форт и Тей связало Файф с Данди и Эдинбургом и позволило быстро перевозить грузы. Современные порты были построены в Метиле, Бернтайленде и Росайте. Керколди стал мировым центром по производству линолеума. После войны в Файфе появился второй город Шотландии — Гленротес. Первоначально город должен был базироваться вокруг угольной шахты, но в конечном итоге привлек в регион большое количество современных кремниевых компаний. Совет Файфа и полиция Файфа также сосредоточились в Гленротесе.

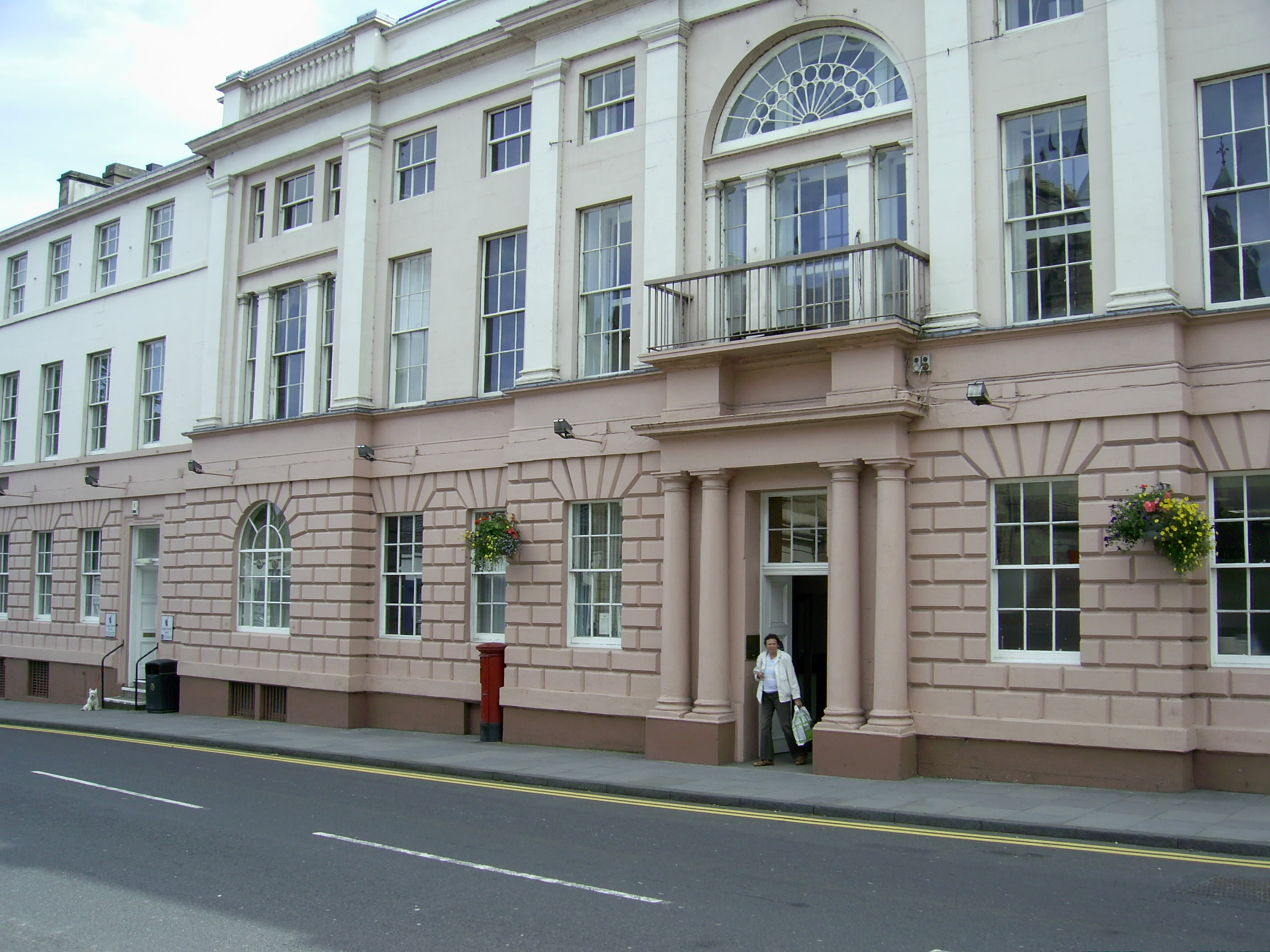
Историческая штаб-квартира Совета графства Файф в Купаре.

В Файфе есть множество примечательных исторических зданий, некоторые из которых находятся в ведении Национального фонда Шотландии или исторической Шотландии. Они включают в себя Данфермлинское аббатство (последнее пристанище шотландской королевской семьи), дворец в Данфермлин, замок Керколди, Дайсарт акватории, замок Balgonie возле Коалтаун из Balgonie, Фолклендский Дворец (охотничий дворец шотландских королей), Келли замок возле Pittenweem, Хилл, Шотландия, Соединенное Королевство (историческое здание), замок Сент-Эндрюс, Собор Святого Андрея.

## Правительство
Файф представлен пятью членами избирательного округа шотландского парламента и четырьмя членами парламента Соединенного Королевства. После выборов 2015 года все четыре избирательных округа депутатов были проведены Шотландской национальной партией. На всеобщих выборах 2017 года Керколди и Кауденбит были восстановлены лейбористами. Три избирательных округа шотландского парламента принадлежат Шотландской национальной партии: Кауденбит, Данфермлин, МИД-Файф и Гленротес. Один из них принадлежит шотландским либеральным демократам: северо-восточный Файф.

## География

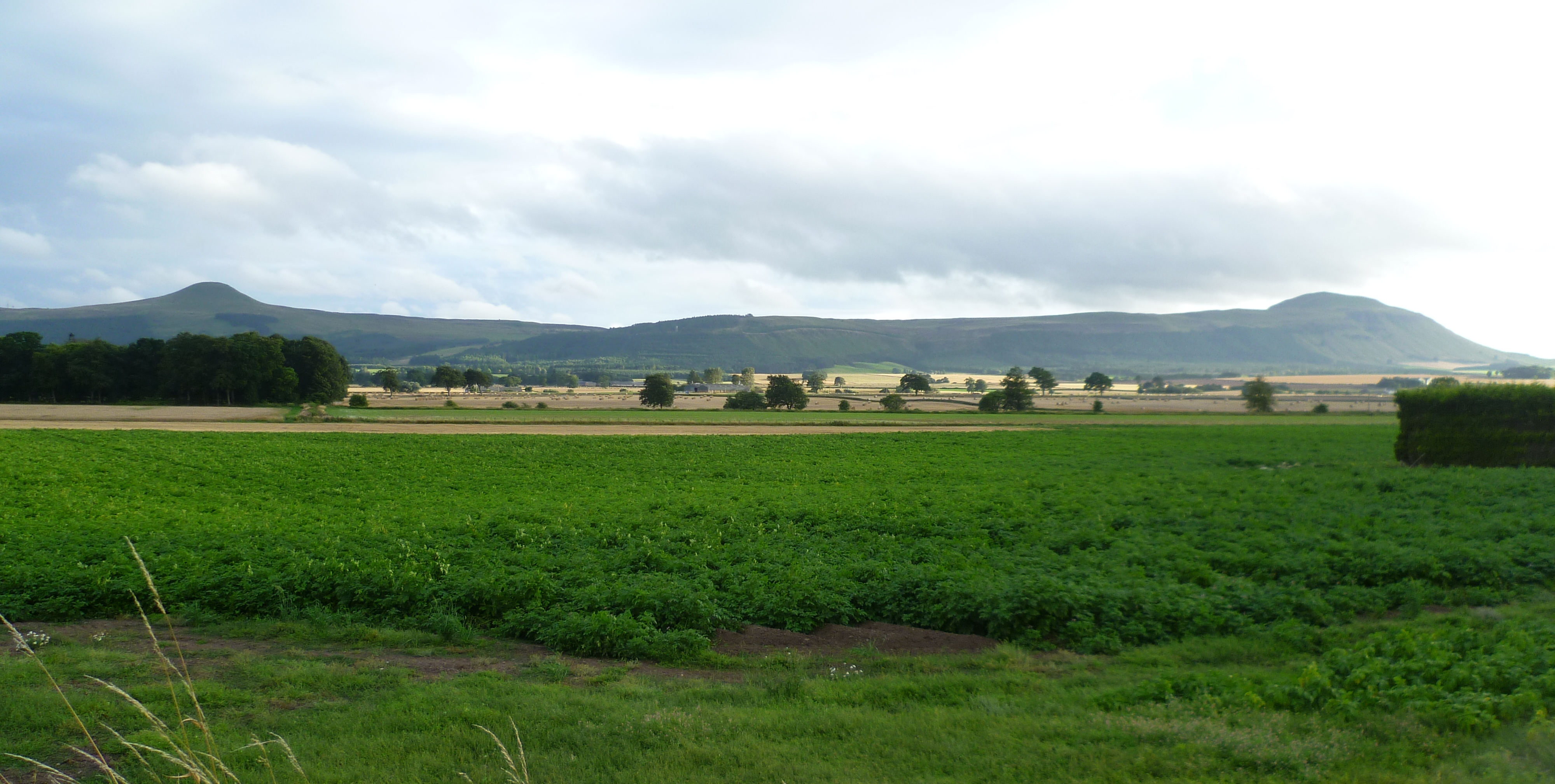
Холмы Ломонд.

Файф — это полуостров в восточной Шотландии, граничащий на севере с заливом Ферт-оф-Тей, на востоке — с Северным морем, а на юге — с заливом Ферт-оф-Форт. Путь на запад частично перекрыт массой очильских холмов. Есть потухшие вулканические объекты, такие как холмы Ломонд, возвышающиеся над холмистыми сельхозугодьями, и Ларго-Лоу, вулканическая пробка на востоке. Западный Ломонд находится на высоте 522 метров (1713 футов) и является самой высокой точкой в Файфе. На побережье есть небольшие гавани, от промышленных доков в Бернтайленд и Росайте до рыбацких деревень Восточного Нойка, таких как Анструтер и Питтенуим. Большой участок земли к северу от холмов Ломонд, через который протекает река Иден, известен как Хоу-оф-Файф.
Есть несколько островов, расположенных у побережья Файфа, такие как Остров Мэй, Инчкейт и Инчкольм.

## Города и деревни
Гленротес является административным центром, после того как в 1975 году было принято решение разместить там штаб-квартиру недавно созданного регионального совета Файф. Самыми крупными городами Файфа являются Керколди, Данфермлин и Гленротес. Согласно оценке 2012 года, Данфермлин является самым крупным по численности населения, за ним следует Кирколди, а затем Гленротес. Следующие по численности населения крупные города — Сент-Эндрюс, Кауденбит, Росайт, Метил и Далгети-Бей. Остальная часть Файфа включает в себя небольшие города, такие как Инверкитинг, Кинкардин, Анструтер, Лохгелли, Бернтисленд, Левен, Ньюбург, Тейпорт и Купар, а также деревни, такие как Спрингфилд, Кингласси, Кингхорн, Эли, Аштертул, Кроссгейтс, Баллингри и Аштермучти.

## Населённые пункты

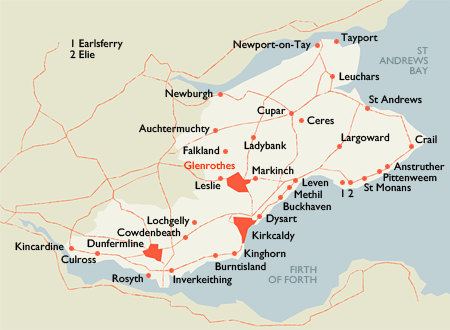
Насёленные пункты Файфа.

| - Анстратер (Anstruther) - Бакхейвен (Buckhaven) - Бернтайленд (Burntisland) - Гленротес (Glenrothes) - Данфермлин (Dunfermline) - Дайзарт (Dysart) - Инверкитинг (Inverkeithing) - Кулросс (Culross) - Кауденбит (Cowdenbeath) - Керколди (Kirkcaldy) - Кингхорн (Kinghorn) - Кинкардин (Kincardine) - Крейл (Crail) | - Купар (Cupar) - Ледибанк (Ladybank) - Лесли (Leslie) - Ливен (Leven) - Лохгелли (Lochgelly) - Льюхарс (Leuchars) - Маркинч (Markinch) - Метил (Methil) - Ньюборо (Newburgh) - Ньюпорт-он-Тей (Newport-on-Tay) - Охтермахти (Auchtermuchty) | - Питтенуим (Pittenweem) - Росайт (Rosyth) - Сент-Монанс (St Monans) - Сент-Андрус (St Andrews) - Сирис (Ceres) - Тейпорт (Tayport) - Фолкленд (Falkland) - Или (Elie) - Эрлсферри (Earlsferry) |

## Культура

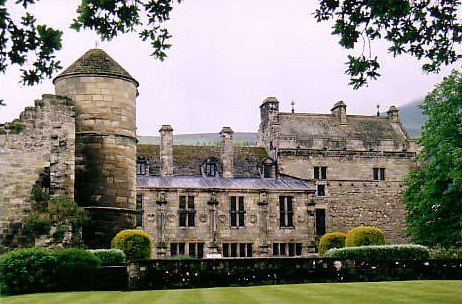
Фолклендский дворец.

Файф содержит 4 961 внесенное в список здание и 48 заповедных зон. Внутренние объекты, имеющие важное значение, включают Фолклендский дворец, замок Келли, Данфермлинский дворец, Замок Сент-Эндрюс, дворец Калросс и замок Рейвенскрейг в Керколди. В Файфе есть несколько церковных объектов, представляющих исторический интерес. Собор Сент-Эндрюс был домом для архиепископа Сент-Эндрюса, а позже стал центром шотландской реформации, в то время как Данфермлинское аббатство было последним пристанищем многих шотландских королей. Аббатства Балмерино и Калросс были основаны в XIII веке цистерцианцами, в то время как за столетие до этого Аббатство Линдорес было основано тиронсенцами за пределами Ньюбурга; все они были значимыми.
Фестивали «Stanza Poetry Festival», «East Neuk Festival», «Pittenweem Arts Festival» — это события национального культурного значения. Кроме того, проводятся небольшие фестивали, такие как «Cupar Arts Festival». Театр Байра в Сент-Эндрюсе и театр Адама Смита в Керколди высоко ценились как гастрольные площадки, причем последний также был базой большой оперной труппы «Fife Opera».